# Заря (Буда-Кошелёвский район)
Заря (бел. Зара) — посёлок в Гусевицком сельсовете Буда-Кошелёвского района Гомельской области Белоруссии.
Рядом размещены залежи кирпичных глин.

## География

### Расположение
В 8 км на юг от районного центра и железнодорожной станции Буда-Кошелёвская, 45 км от Гомеля.

### Гидрография
На севере река Уза (приток реки Сож).

## Транспортная сеть
Транспортные связи по просёлочной, затем автомобильной дороге Буда-Кошелёво — Гомель. Планировка состоит из короткой прямолинейной меридиональной улицы, застроенной двусторонне деревянными домами усадебного типа.

## История
Основана в начале XX века переселенцами с соседних деревень. В 1930 году жители деревни вступили в колхоз. В 1959 году в составе экспериментальной базы «Пенчин» (центр — деревня Пенчин).

## Население

### Численность
- 2018 год — 15 жителей.

### Динамика
- 1926 год — 19 дворов, 115 жителей.
- 1959 год — 170 жителей (согласно переписи).
- 2004 год — 30 хозяйств, 48 жителей.